# 太魯閣列車
太魯閣自強號列車（英語：Taroko Express），通稱太魯閣號或太魯閣，為臺灣鐵路公司（原臺灣鐵路管理局，略稱臺鐵或臺鐵局）於2006年引進之傾斜式TEMU1000型電聯車，2007年2月25日首次以加班車行駛花蓮－彰化，初期行駛宜蘭線、北迴線 。原本臺北－花蓮間行駛的自強號最快時間約2小時20分鐘，以太魯閣號行駛可縮短至1小時55分，花蓮－彰化間為4小時05分。由於列車刻正進行無階化改造，2022年9月14日起樹林以南暫無太魯閣號行駛的運用。

## 名稱
列車名稱不再採用傳統自強、莒光、復興等以中華民族愛國教育口號命名之方式，而改向民間徵求命名，由中華民國鐵道文化協會整理出「曙光／AURORA」、「飛魚／FLYING FISH EXPRESS」、「太魯閣／TAROKO」等名稱，再由臺灣鐵路管理局內部開會選出。
臺灣鐵路管理局於2006年1月17日評定由「太魯閣」獲選。命名理由為：太魯閣國家公園之自然風光聞名國內外，其英語名稱轉音自太魯閣語「Taroko」（原語拼音作Truku），無論華語、臺語、客語、日語、英語等皆易於記憶。結果出爐後，2006年1月20日、3月15日、6月1日及2007年1月21日、5月8日出版之免費時刻表皆以該型車為封面。其中3月15日、6月1日之版本更於內頁介紹列車基本資料及命名沿革，透過新聞媒體，民眾也熟知「太魯閣號」這個名稱。
雖然通稱的「太魯閣號」這個名稱已廣為使用，且顯示於部分車站的最近發車時刻表，但臺鐵為避免票種過度複雜，亦配合其簡化車種的政策，故其票價比照普通自強號，稱為「太魯閣自強號列車」。台鐵發行的時刻表將太魯閣列車的班次標為「太魯閣」；車票上除標示自強外，並特別標示「太魯閣」、「Taroko Express」以供識別。

## 歷史
- 2007年5月8日，開始營運臺北─花蓮間的路線，並創下該區間最快行車時間紀錄。另於清明節擔任自強號加班車，未開啟傾斜裝置行駛至南部[7]。
- 2008年2月2日，第二批進口的TEMU1000型傾斜式列車[8]於2008年春節以加班車的方式行駛臺北－員林間的直達車。
- 2008年2月25日，於2008年春節期間以加班車方式行駛的花蓮─員林間太魯閣號改為定期班次。原本僅行駛至彰化，但隨即於3月11日改為員林到開，每天來回各一班。
- 2008年9月20日，臺北鐵路地下化前最後一段平面鐵道由1074次太魯閣號為最後一班南下火車，亦為最後一列停靠平面松山火車站的火車。
- 2014年8月22日，原149次PP自強號編組ATP故障，當時行駛283次的太魯閣號（編組TED1005+1006）抵達斗六後延駛至高雄站，首次代打且全車自由座。該編組抵達高雄後過夜，待23日首班車前（4:40發）迴送至斗六站作280次。
- 2015年2月春節假期首度於樹林─花蓮／臺東間試辦太魯閣號、普悠瑪號加班車部分或全部車廂自由座，全車自由座座位372人、立位186人，這是太魯閣號以加班車的名義首次營運至臺東；並限定於乘車當日上午6時至車站窗口購票，不適用網路、電話語音及超商訂票。
- 2016年3月21日，台鐵改點後，台鐵推出太魯閣Hello Kitty彩繪列車[9]，並推出周邊商品，深受民眾喜愛每逢五至日行駛426－441車次，週一到週四僅提供包車使用。
- 2016年4月21日，推出馬白水太魯閣之美彩繪列車[10]，首度行駛到花蓮，第一班行駛到花蓮的班次為5934次。
- 2016年8月8日，配合「Hello Kitty上阿里山『森旅行』」活動，由太魯閣Hello Kitty彩繪列車行駛，以加班車的名義行駛於南港－屏東間[11]。為太魯閣號第二次運行至南部。
- 2016年10月16日，由於台中鐵路高架化，為了配合臺中高架化的月臺，將太魯閣列車暫時退出山線，改行駛海線，西部幹線僅剩278次及285次。
- 2017年1月24日，因台中鐵路高架化月台測試需要，首次開進台中高架鐵路試運轉。
- 2018年10月29日，受普悠瑪事故影響，時任交通部部長吳宏謀宣佈10月30日開始，太魯閣和普悠瑪單人駕駛先安排雙駕駛機制[12]。
- 2019年5月2日起，太魯閣號及普悠瑪號開放站票，乘車當日每列次限量發售120張，旅客須憑當日當次車車票始得乘車，持電子票證或非當日當次車車票旅客不得乘車。
- 2021年1月25日，太魯閣號進行試運轉（編組TED1011+1012）跨日次首次開進內灣線電氣化區間及六家線[13]。
- 2021年4月2日，清明節連假首日，由樹林開往台東的第408次TEMU1000型電聯車（太魯閣號，編組 TEMU1013+ TEMU1014）於上午9點28分47秒行北迴線花蓮縣秀林鄉和仁崇德間的清水隧道前（51K+250），撞上從隧道上方滑落施作明隧道工程的工程車，造成49人死亡和213人輕重傷。
- 2021年12月1日，207次太魯閣號（編組TED1005+1006），上午8:52行經石城－福隆間，遭工地掉落之鋼軌樁擊中車頭，TED1005擋風玻璃毀損，無人受傷。後由雙溪派電力機車作前位機車，繼續行駛至樹林站[14]。TED1005+1006後迴送富岡基地維修，於2022年7月5日出廠試運轉後回歸正班運用。
- 2021年12月29日起，和普悠瑪號確定恢復為不發售無座位乘車票之規定。
- 2022年8月9日，432次太魯閣號（編組TED1003+1004），於晚間6時10分經過花蓮瑞穗時，2車（TEM1005）發生燒軸事故，疏散乘客以及後續行程取消，同編組回程運用447次改由EMU3000型替駛[15]。

## 使用列車

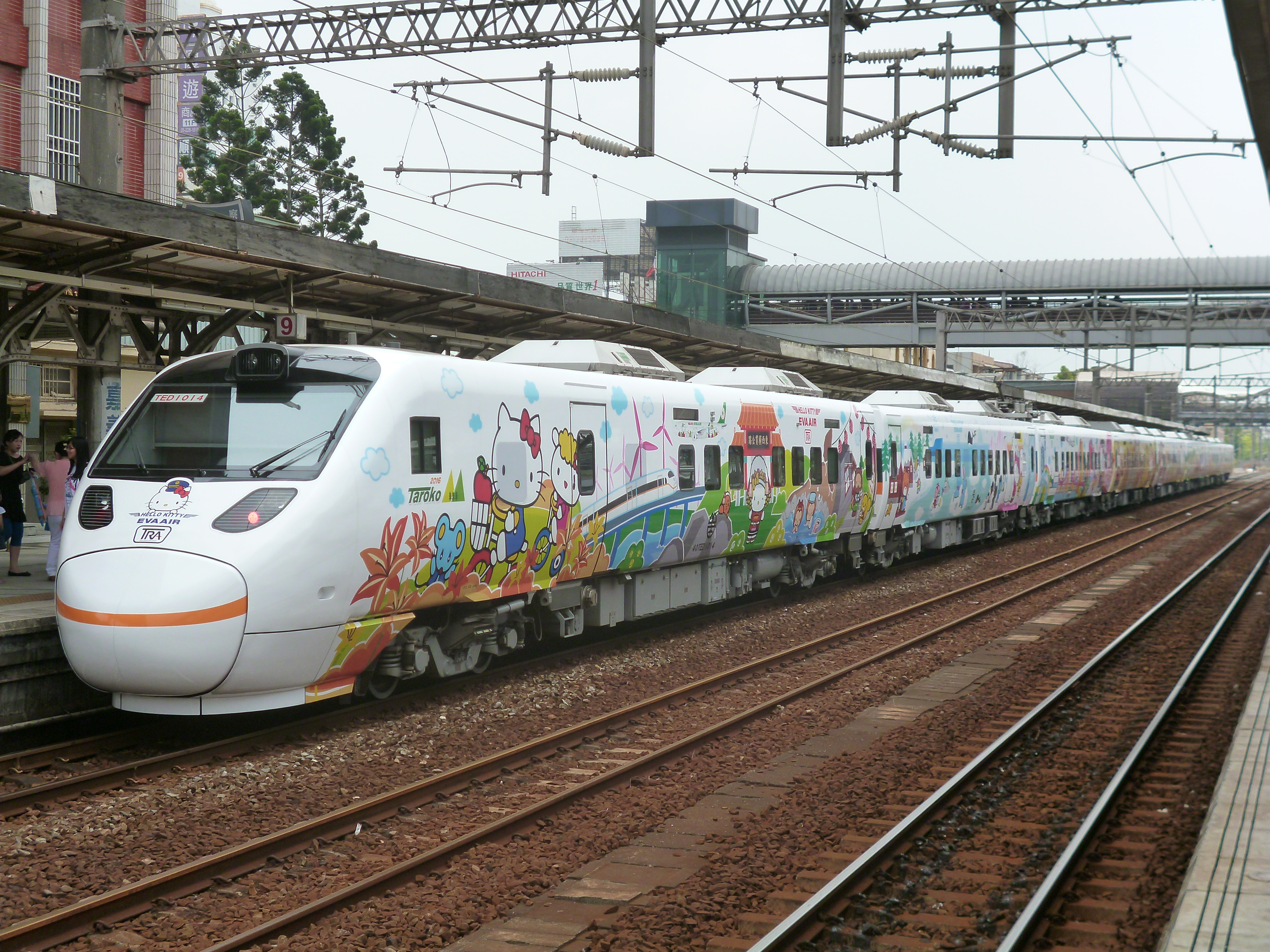
Hello Kitty彩繪太魯閣號
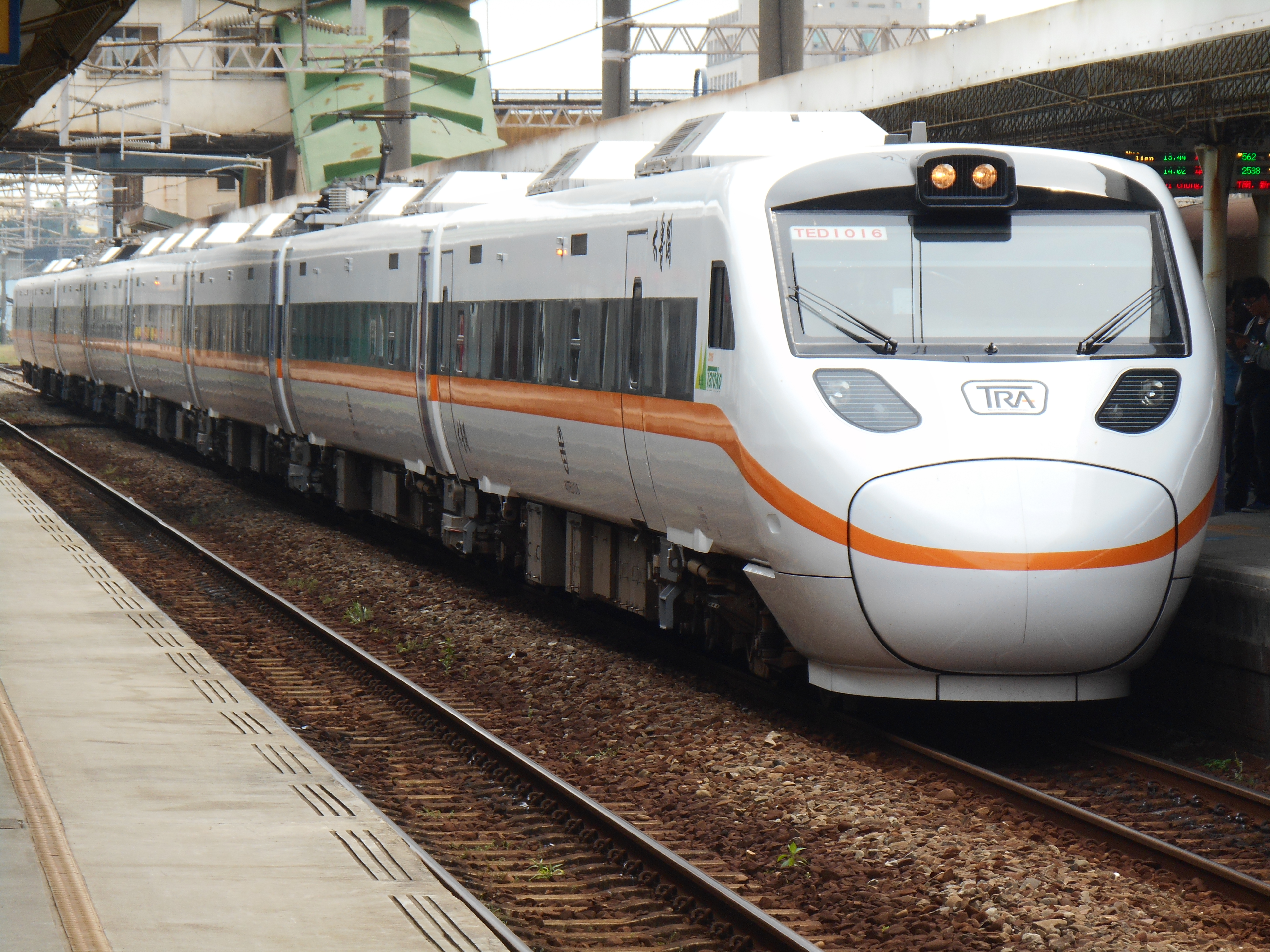
馬白水彩繪太魯閣號
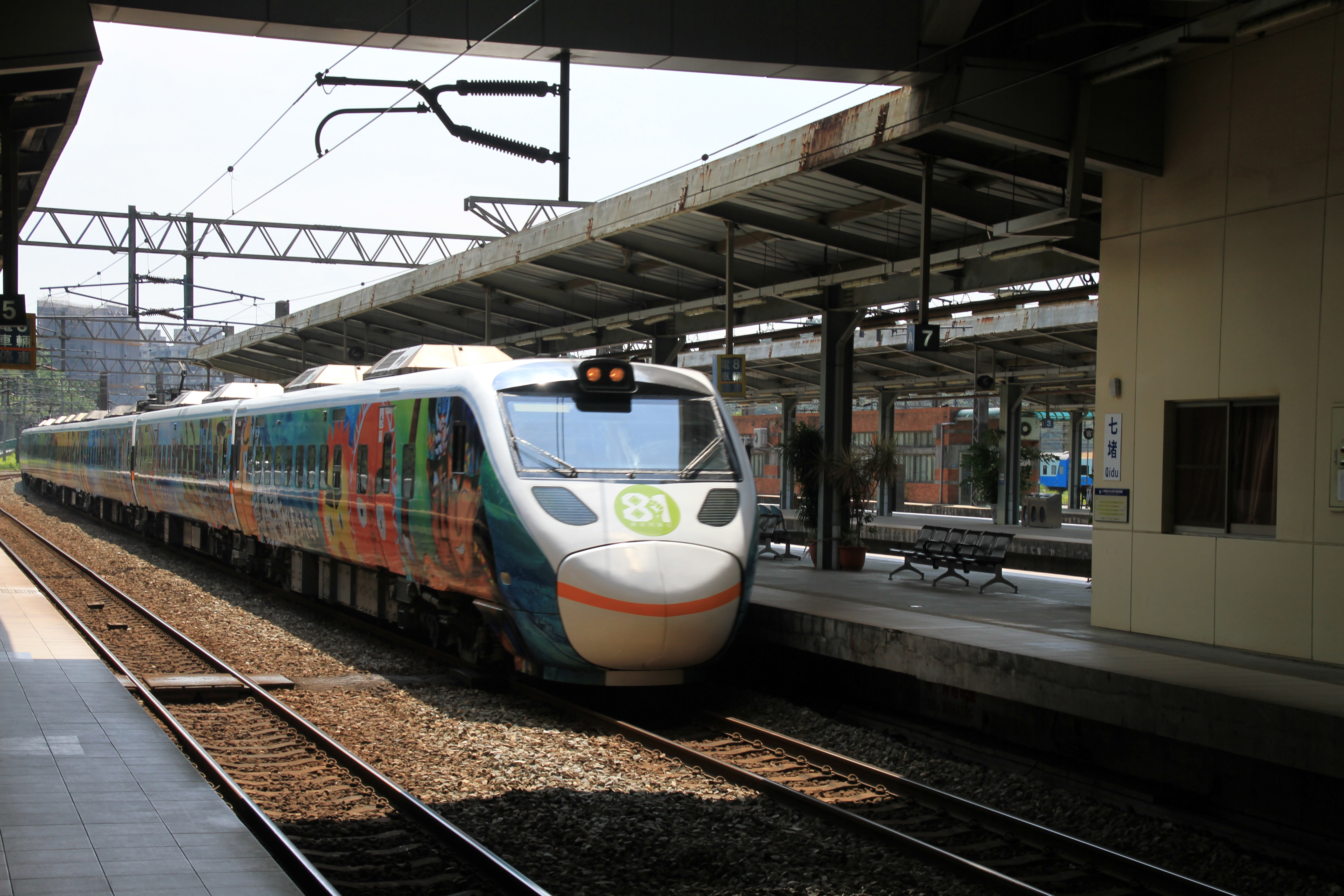
原住民族日彩繪太魯閣號
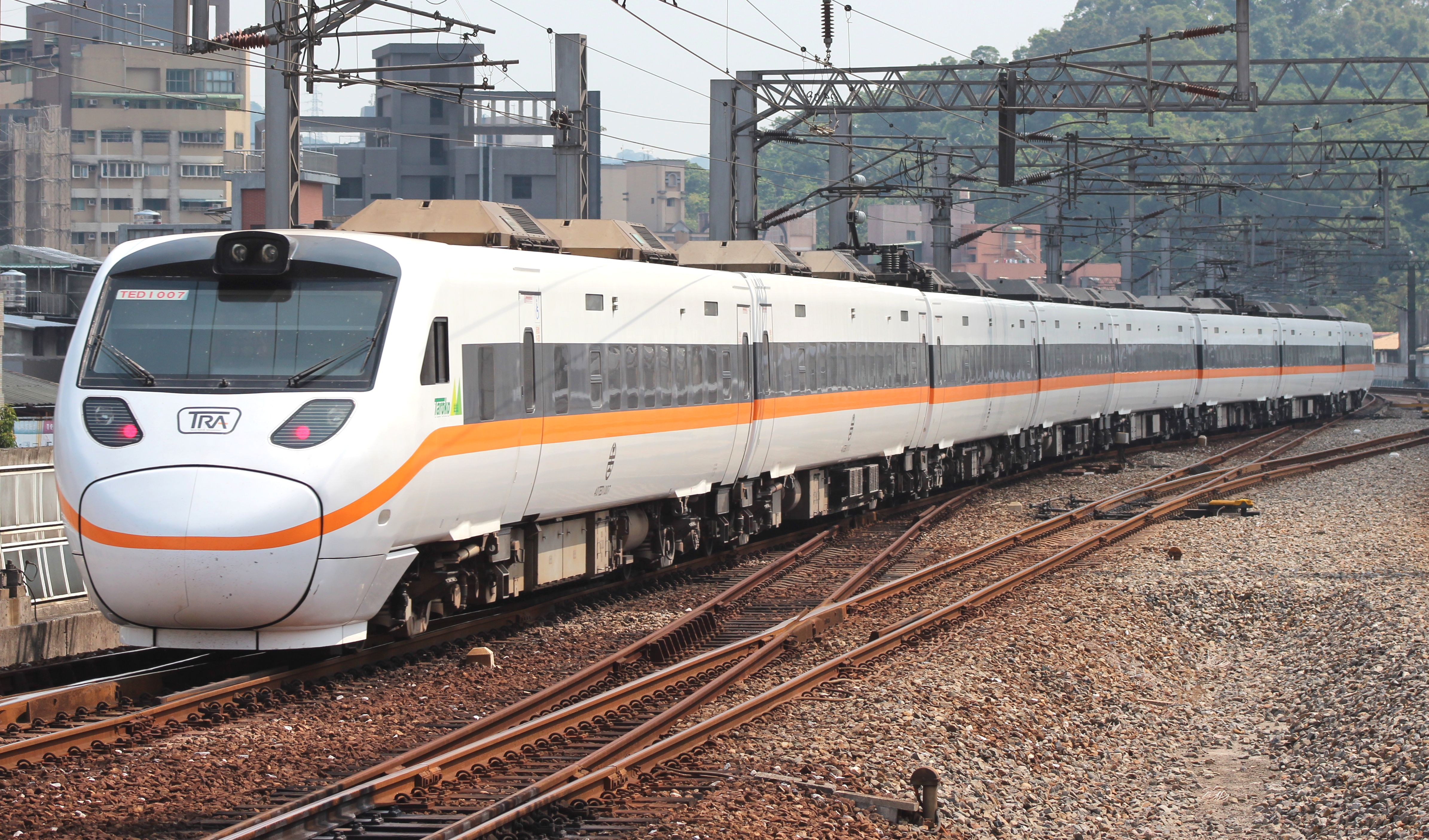
太魯閣號於汐止車站

太魯閣號使用台鐵TEMU1000型電聯車營運，是台鐵首次引進的傾斜式列車，由位於日本山口縣的日立製作所笠戶事業所承造，設計源自JR九州885系電力動車組，當地「海鷗號」、「音速號」等特快車，便都是使用該型列車。由於其可透過傾斜車體以高速行駛的特點，使得它在彎道可以較非傾斜式列車快約25km／h的速度行駛，在多彎的宜蘭線可大幅縮短八堵－頭城路段的行車時間。

### 彩繪
已卸除
- 建國百年火車環島接力塗裝
  - 行駛時間：2011年9月
  - 編組：TEMU1003+TEMU1004
  - 編組：TEMU1007+TEMU1008
- 新太魯閣Hello Kitty彩繪列車
  - 行駛時間：2016年3月21日－2019年7月1日
  - 編組：TEMU1013+TEMU1014
- 馬白水太魯閣之美彩繪
  - 行駛時間：2016年4月21日－2019年9月16日
  - 編組：TEMU1015+TEMU1016
- 原住民族日彩繪
  - 行駛時間：2019年7月29日－2019年10月28日
  - 編組：TEMU1007+TEMU1008

## 編組運用

### 營運

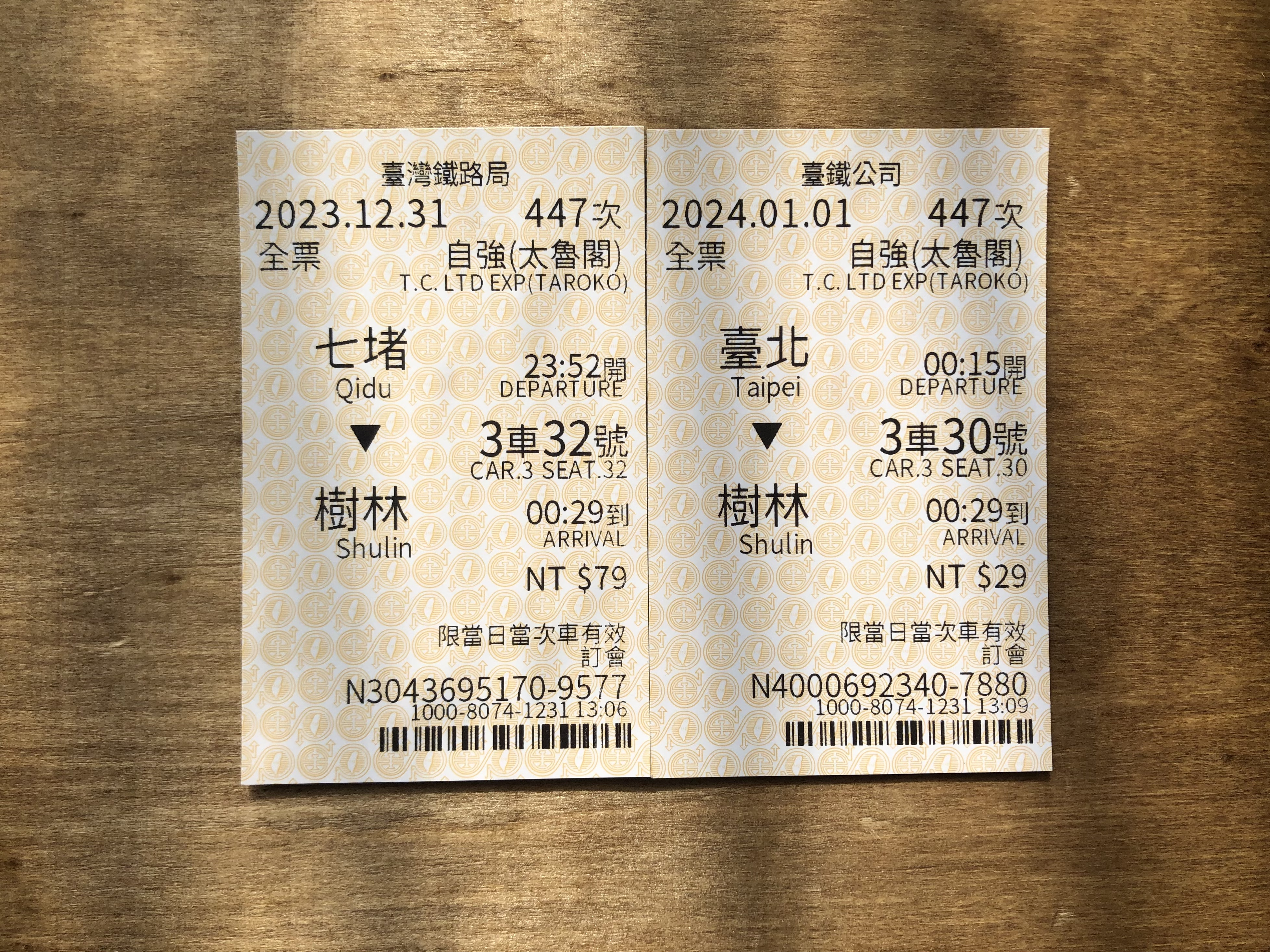
臺鐵公司化前一天，經東線開往樹林的末班對號車，在松山跨日

太魯閣號不發售無座票，無票或不是持有當日該班次太魯閣號車票的旅客（含持悠遊卡、一卡通等電子票證、定期票、其他日期車次車種的車票者）不得搭乘，違者將依規定重新補票並加收50%票價。

## 相關事故
- 2012年1月17日，由田中開往花蓮的278次（編組TED1009+1010），在幸福水泥平交道口撞上闖越平交道的砂石車，TED1010車頭全毀，司機員殉職。
- 2012年4月21日，執勤275次的太魯閣號（編組TED1003+1004）於下午5:35經竹北市光明地下道上方路段，集電弓扯斷電車線約2公里，導致新竹－竹北間鐵路僅能單線通行，後續影響約63班列車、近3萬旅客[16]。
- 2016年6月27日，由樹林開往知本的426次太魯閣號，在行經宜蘭礁溪時發生故障，台鐵緊急加派一列普悠瑪號繼續南下，造成誤點76分[17][18]。
- 2021年4月2日，執勤408次的太魯閣自強號（編組TED1013+1014），在行經花蓮清水隧道時，撞擊侵入路線的工程車而導致出軌，6到8車受損嚴重，包括司機員、機車助理在內，49人死亡，213人輕重傷。事故後於4月7日起至4月19日止，408次的行駛列車暫時改為普悠瑪號列車，此次代打亦包含使用與408次列車相同編組運用的426、441、421、436、405次。

## 外部連結
- Train Collection TEMU1000介紹
- 太魯閣列車運抵台灣時的圖片（海子鐵路網）
- 太魯閣號(TEMU1000型)座位配置圖（页面存档备份，存于）(來源：台鐵座位配置圖（页面存档备份，存于）相簿)